# Platysmacheilus zhenjiangensis
Platysmacheilus zhenjiangensis és una espècie de peix cipriniforme de la família dels ciprínids que es troba a la Xina.